# Leighton (Iowa)
Leighton – miasto w Stanach Zjednoczonych, w stanie Iowa, w hrabstwie Mahaska. Zgodnie ze spisem statystycznym z 2000 roku, miasto liczyło 153 mieszkańców.